# Otto Obereigner
Otto Obereigner (* 20. September 1884 in  Königsberg i. Pr.; † 18. Oktober 1971 in Bad Schwartau) war ein deutscher evangelisch-lutherischer Geistlicher.

## Leben
Obereigner war Nachfahre von Salzburger Exulanten. Er wurde am 30. Oktober 1910 durch Generalsuperintendent D. Karl Johann Christian Braun ordiniert. Nach dem Vikariat in Stallupönen war er ab 1. Februar 1911 Pfarrer an der Kirche Wedereitischken, Kreis Ragnit. Er kam zum 1. April 1916 nach Wieszen in der heutigen Rajongemeinde Šilutė und zum 1. Oktober 1922 nach Plaschken, Landkreis Heydekrug. Ihm wurde auch die Superintendentur für den neugegründeten Kirchenkreis Pogegen übertragen. Ab 1. Juli 1933 war er bis 1945 Generalsuperintendent für das (seit 1939 wieder deutsche) Memelgebiet. Zugleich war er Superintendent für den Kirchenkreis Memel und 1. Pfarrer an St. Johannis (Memel). Nach der Flucht aus dem Kurland-Kessel im Oktober 1944 wirkte er noch einige Jahre in der Evangelisch-Lutherischen Landeskirche Eutin.

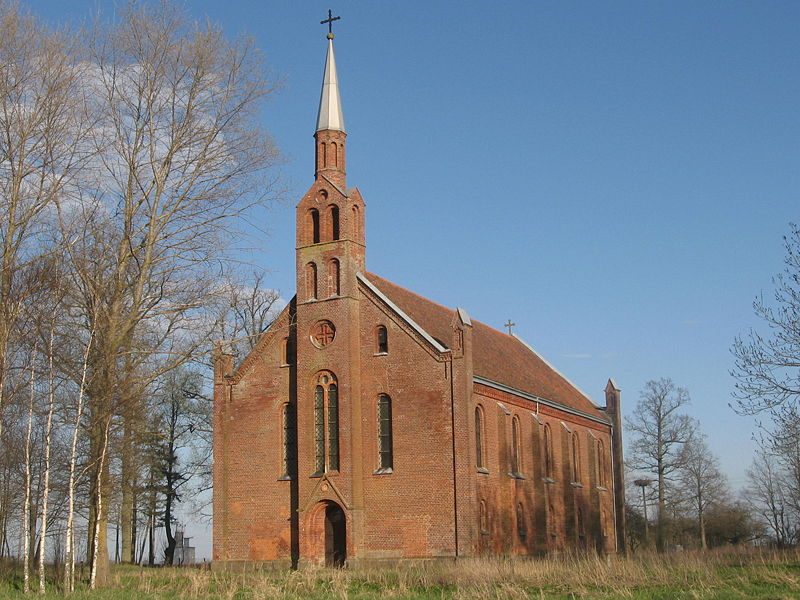
Wieszen
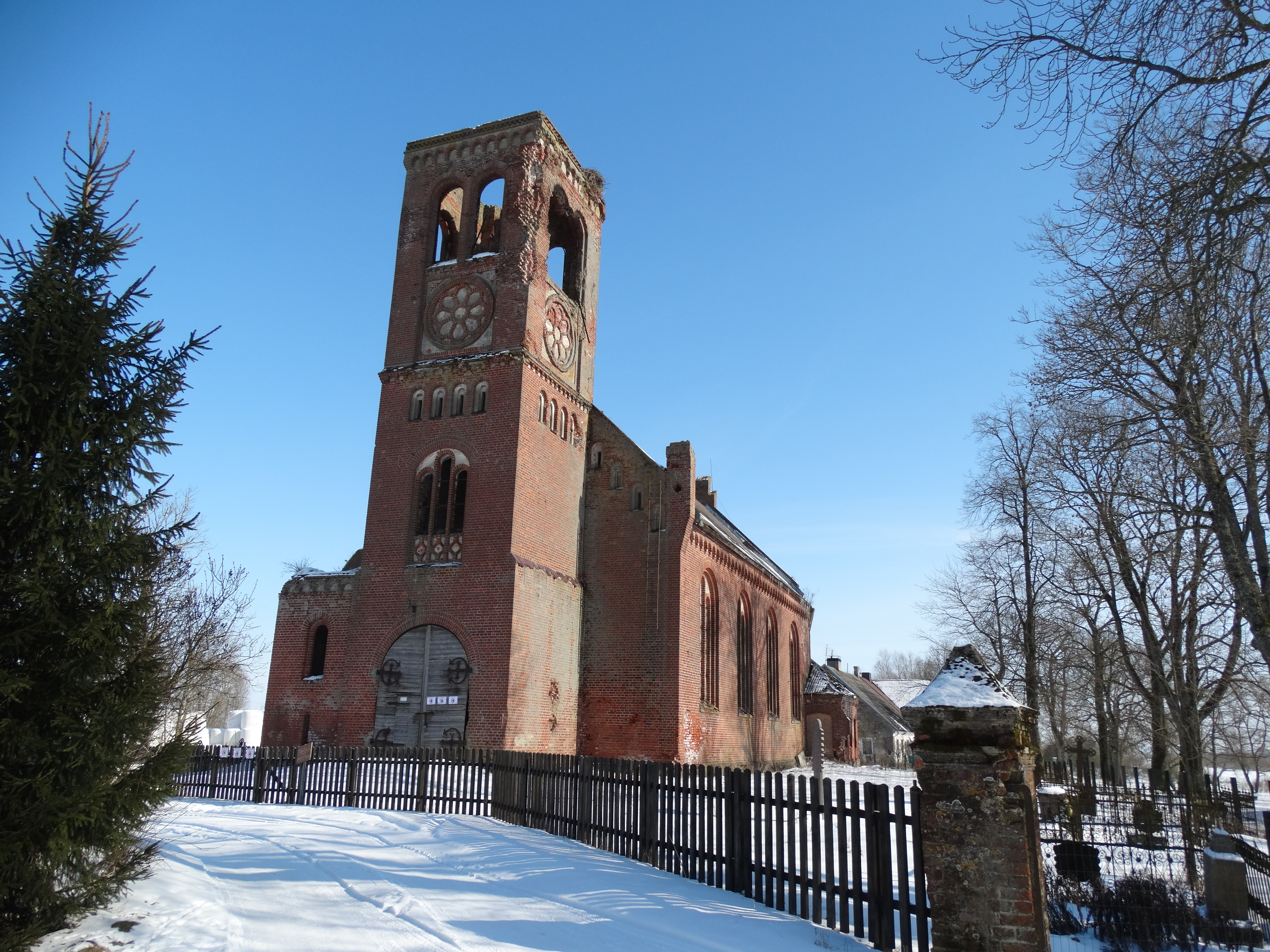
Plaschken
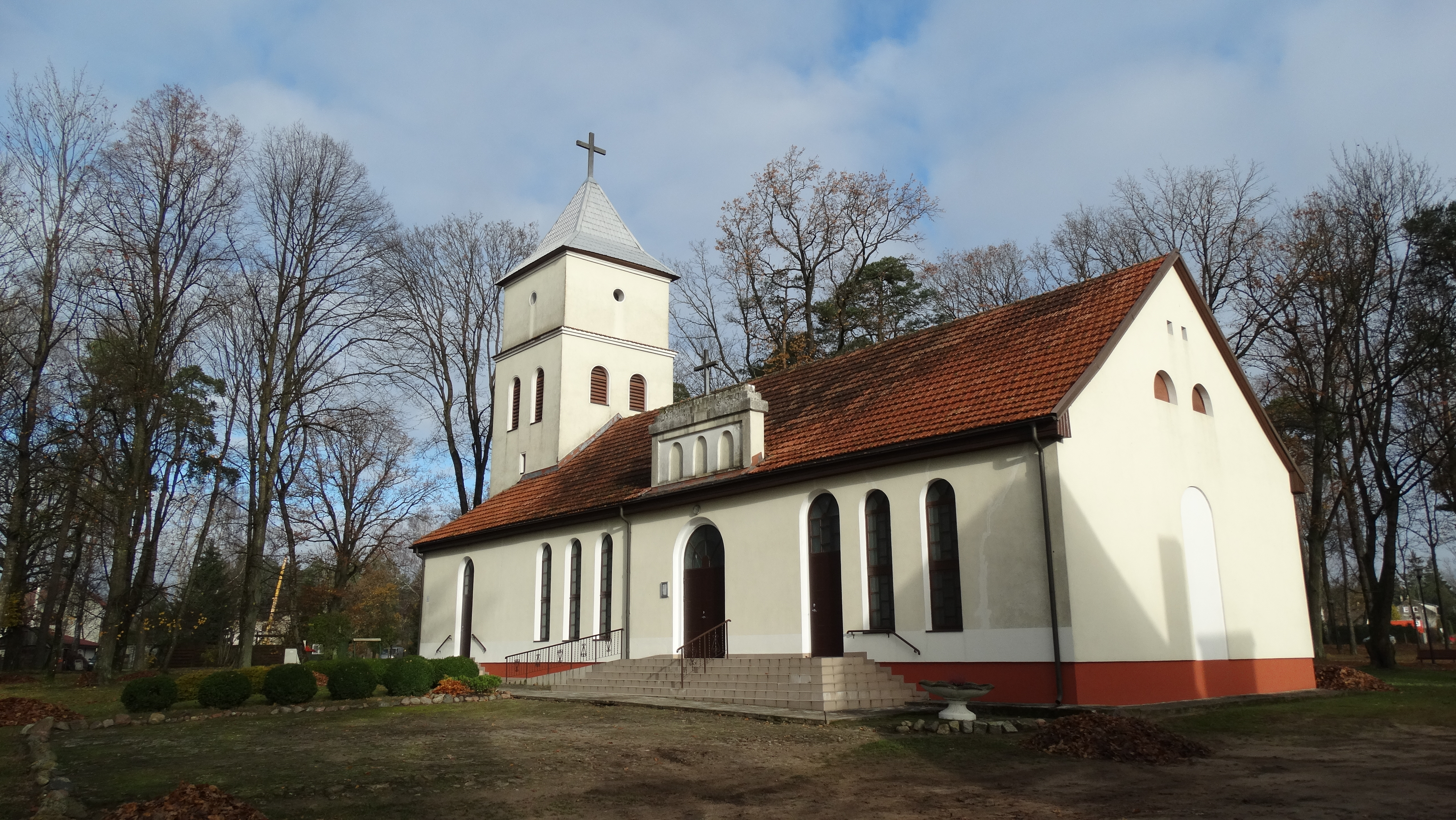
Pogegen
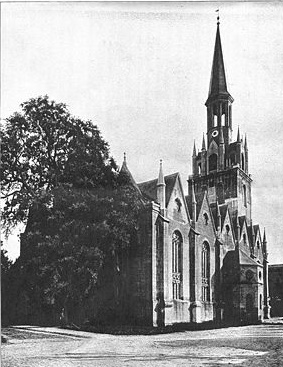
Memel